# Модулярная кривая
Модулярная кривая {\displaystyle Y(\mathrm {\Gamma } )} — это риманова поверхность или соответствующая алгебраическая кривая, построенная как фактор комплексной верхней половины плоскости H по конгруэнтной подгруппе {\displaystyle \mathrm {\Gamma } } модулярной группы целочисленных 2×2 матриц SL(2, Z). Термин модулярная кривая может также использоваться для ссылок на компактифицированные модулярные кривые {\displaystyle X(\mathrm {\Gamma } )}, которые являются компактификациями, полученными добавлением конечного числа точек (называемых каспами кривой {\displaystyle \mathbf {\Gamma } }) к фактору (путём действия на расширенной комплексной верхней полуплоскости). Точки модулярной кривой параметризуют классы изоморфизмов эллиптических кривых, вместе с некоторой дополнительной структурой, зависящей от группы {\displaystyle \mathrm {\Gamma } }. Эта интерпретация позволяет дать чисто алгебраическое определение модулярных кривых без ссылок на комплексные числа, и, более того, доказывает, что модулярные кривые являются полем определения либо над полем Q рациональных чисел, либо над круговым полем. Последний факт и его обобщения имеют фундаментальную важность в теории чисел.

## Аналитическое определение
Модулярная группа SL(2, Z) действует на верхней половине плоскости посредством дробно-линейных преобразований. Аналитическое определение модулярной кривой вовлекает выбор конгруэнтной подгруппы {\displaystyle \mathrm {\Gamma } } группы SL(2, Z), то есть подгруппы, содержащей главную подгруппу конгруэнций уровня N {\displaystyle \mathrm {\Gamma } (N)} для положительного целого N, где
{\displaystyle \Gamma (N)=\left\{{\begin{pmatrix}a&b\\c&d\\\end{pmatrix}}:\ a\equiv d\equiv \pm 1\mod N,b,c\equiv 0\mod N\right\}.}
Минимальное такое N называется уровнем {\displaystyle \mathbf {\Gamma } }. Комплексная структура может быть наложена на фактор {\displaystyle \mathrm {\Gamma } {\smallsetminus }\mathbf {H} } для получения некомпактной римановой поверхности, обычно обозначаемой как {\displaystyle Y(\mathbf {\Gamma } )}.

### Компактифицированные модулярные кривые
Общая компактификация {\displaystyle Y(\mathrm {\Gamma } )} получается путём добавления конечного числа точек, называемых каспами кривой {\displaystyle \mathrm {\Gamma } }. Конкретнее, это делается путём соглашения, что действует {\displaystyle \mathrm {\Gamma } } на расширенной комплексной полуплоскости {\displaystyle \mathbf {H} ^{*}=\mathbf {H} \cup \mathbf {Q} \cup \{\infty \}}. Мы вводим топологию на {\displaystyle \mathbf {H} ^{*}} путём выбора базиса:
- любое открытое подмножество H,
- для всех r > 0, множество {\displaystyle \{\infty \}\cup \{\tau \in \mathbf {H} \mid {\text{Im}}(\tau )>r\}}
- для любых взаимно простых чисел a, c и всех r > 0, образ {\displaystyle \{\infty \}\cup \{\tau \in \mathbf {H} \mid {\text{Im}}(\tau )>r\}} под действием

{\displaystyle {\begin{pmatrix}a&-m\\c&n\end{pmatrix}}}
где m, n такие целые, что an + cm = 1.
Это превращает {\displaystyle \mathbf {H} ^{*}} в топологическое пространство, которое является подмножеством сферы Римана {\displaystyle \mathbf {P} ^{1}(\mathbf {C} )}. Группа {\displaystyle \mathrm {\Gamma } } действует на подмножестве {\displaystyle \mathbf {Q} \cup \{\infty \}}, разбивая его на конечное число орбит, называемых каспами группы {\displaystyle \mathbf {\Gamma } }. Если {\displaystyle \mathrm {\Gamma } } действует транзитивно на {\displaystyle \mathbf {Q} \cup \{\infty \}}, пространство {\displaystyle \mathrm {\Gamma } {\smallsetminus }\mathbf {H} ^{*}} становится компактификацией Александрова {\displaystyle \mathrm {\Gamma } {\smallsetminus }\mathbf {H} }. Снова можно наложить комплексную структуру на фактор {\displaystyle \mathrm {\Gamma } {\smallsetminus }\mathbf {H} ^{*}}, превращая его в риманову поверхность, обозначаемую {\displaystyle X(\mathrm {\Gamma } )}, и теперь это компакт. Это пространство является компактификацией кривой {\displaystyle Y(\mathrm {\Gamma } )}.

## Примеры
Наиболее общие примеры кривых — {\displaystyle X(N),X_{0}(N)} и {\displaystyle X_{1}(N)}, ассоциированные с подгруппами {\displaystyle \mathrm {\Gamma } (N),\mathrm {\Gamma } _{0}(N)} и {\displaystyle \mathrm {\Gamma } _{1}(N)}.
Модулярная кривая X(5) имеет род 0 — это сфера Римана с 12 каспами, расположенными в вершинах правильного икосаэдра. Покрытие {\displaystyle X(5)\rightarrow X(1)} осуществляется путём действия икосаэдральной группы на сфере Римана. Эта группа является простой группой порядка 60, изоморфной A5 и PSL(2, 5).
Модулярная кривая X(7) является квартикой Кляйна рода 3 с 24 каспами. Её можно интерпретировать как поверхность с 24 семиугольниками с каспами в центре каждой грани. Это замощение можно рассматривать с помощью детских рисунков и теоремы Белого — каспы являются точками, лежащими на {\displaystyle \infty } (красные точки), в то время как вершины и середины рёбер (чёрные и белые точки) являются точками, лежащими над 0 и 1. Группа Галуа покрытия {\displaystyle X(7)\rightarrow X(1)} является простой группой порядка 168, изометричной PSL(2, 7).
Существует явная классическая модель для {\displaystyle X_{0}(N)}, классическая модулярная кривая. Её иногда называют модулярной кривой. Определение {\displaystyle \mathrm {\Gamma } (N)} может быть переформулировано следующим образом: это подгруппа модулярной группы, которая является ядром приведения по модулю N. Тогда {\displaystyle \mathrm {\Gamma } _{0}(N)} является наибольшей подгруппой верхних треугольных матриц по модулю N:
{\displaystyle \left\{{\begin{pmatrix}a&b\\c&d\end{pmatrix}}:\ c\equiv 0\mod N\right\},}
а {\displaystyle \mathbf {\Gamma } _{1}(N)} является промежуточной группой, определённой как:
{\displaystyle \left\{{\begin{pmatrix}a&b\\c&d\end{pmatrix}}:\ a\equiv d\equiv 1\ \mod N,c\equiv 0\mod N\right\}.}
Эти кривые имеют прямую интерпретацию как пространство модулей для эллиптических кривых с уровневой структурой и по этой причине играют важную роль в арифметической геометрии. Уровень N модулярной кривой X(N) — это пространство модулей для эллиптических кривых с базисом для N-кручения. Для X0(N) и X1(N) структура уровня является циклической подгруппой порядка N и точкой порядка N соответственно. Эти кривые изучены детально и, в частности, известно, что X0(N) может быть определено над Q.
Уравнения, определяющие модулярные кривые, являются хорошо известными примерами модулярных уравнений. «Лучшие модели» могут существенно отличаться от моделей, взятых непосредственно из теории эллиптических функций. Операторы Гекке можно изучать геометрически как соответствие связанных пар модулярных кривых.
Замечание: факторы H, являющиеся компактными, оказываются для фуксовых групп {\displaystyle \mathbf {\Gamma } } отличными от факторов для подгрупп модулярной группы. Их класс, построенный из алгебр кватернионов представляет интерес в теории чисел.

## Род
Покрытие {\displaystyle X(N)\rightarrow X(1)} является накрытием Галуа с группой Галуа SL(2, N)/{1, −1}, которая равна PSL(2, N), если N простое число. Применяя формулу Римана — Гурвица и теорему Гаусса — Бонне можно вычислить род X(N). Для простого уровня {\displaystyle p\geqslant 5},
{\displaystyle -\pi \chi (X(p))=|G|\cdot D,}
где {\displaystyle \chi =2-2g} — эйлерова характеристика, {\displaystyle |G|=(p+1)p(p-1)/2} является порядком группы PSL(2, p), а {\displaystyle D=\pi -\pi /2-\pi /3-\pi /p} является угловым дефектом сферического (2,3,p) треугольника. Это приводит к формуле
{\displaystyle g={\tfrac {1}{24}}(p+2)(p-3)(p-5).}
Тогда X(5) имеет род 0, X(7) имеет род 3, а X(11) имеет род 26. Для p = 2 или 3 нужно принимать также во внимание разветвление, то есть существование элементов порядка p в {\displaystyle \mathrm {PSL} (2,\mathbf {Z} )}, и факт, что {\displaystyle \mathrm {PSL} (2,2)} имеет порядок 6, а не 3. Имеется более сложная формула для рода модулярной кривой X(N) любого уровня N, которая использует дивизоры N.

### Нулевой род
Поле модулярных функций — это поле функций модулярной кривой (или, иногда, некоторых других пространств модулей, которые оказываются неприводимыми многообразиями). Род нуль означает, что такое поле функций имеет единственную трансцендентную функцию в качестве генератора. Например, j-функция генерирует поле функций X(1) = PSL(2, Z)\H. Традиционное название такого генератора, который уникален с точностью до преобразования Мёбиуса и может быть должным образом нормализован, — Hauptmodul (заимствовано с немецкого, буквальный перевод — главный модуль).
Пространства X1(n) имеют род ноль для n = 1, …, 10 и n = 12. Поскольку эти кривые определены над Q, из этого следует, что существует бесконечно много рациональных точек на каждой такой кривой, а потому бесконечно много эллиптических кривых, определённых над Q с n-вращением для этих значений n. Обратное утверждение, что возможны только эти значения n, является теоремой Мазура о кручении.

## Связь с группой Монстр
Модулярные кривые рода 0, достаточно редкие, оказываются особенно важными, поскольку они связаны с гипотезой чудовищного вздора. Первые семь коэффициентов q-расширений их главного модуля были вычислены уже в XIX-м столетии, но каков же был шок, когда те же самые большие целые числа оказались размерностями представлений наибольшей простой группы Монстр.
Другая связь заключается в том, что модулярная кривая, соответствующая нормализатору {\displaystyle \mathbf {\Gamma } _{0}(p)^{+}} подгруппы {\displaystyle \mathbf {\Gamma } _{0}(p)} группы SL(2, R) имеет род нуль тогда и только тогда, когда p равно 2, 3, 5, 7, 11, 13, 17, 19, 23, 29, 31, 41, 47, 59 или 71, а это в точности простые делители порядка монстра. Результат относительно {\displaystyle \mathrm {\Gamma } _{0}(p)^{+}} принадлежит Жан-Пьеру Серру, Андрю Оггу и Джону Г. Томпсону (1970-е годы), а наблюдение относительно монстра принадлежит Оггу, который пообещал бутылку виски Jack Daniel's любому, кто первым объяснит этот факт, и это была стартовая точка теории «чудовищного вздора».
Связи уходят очень глубоко и, как продемонстрировал Ричард Борчердс, сюда вовлекаются обобщённые алгебры Каца-Муди. Работа в этой области подчёркивает важность мероморфных модулярных функций, которые могут содержать полюса и каспы, в противоположность модулярным формам, везде голоморфным, включая каспы, основной объект изучения в 20-м столетии.